# Stadio Mirabello
Das Stadio Mirabello ist ein Fußballstadion in der italienischen Stadt Reggio nell’Emilia in der Provinz Reggio Emilia der Region Emilia-Romagna. Es war von 1919 bis zum Umzug in das neuerbaute Stadio Giglio 1995 die Spielstätte der AC Reggiana. Es folgte in der Anlage die unterklassige Fußballmannschaft US Brescello bis 2001. Danach wurde die Sportstätte bis auf die Haupttribüne zurückgebaut. Von einst 17.000 Plätzen auf den vier dicht am Spielfeld liegenden Rängen blieben bis heute noch 4400 Plätze übrig. Von 2001 bis 2012 trat die Rugby-Union-Mannschaft ASD Rugby Reggio im Mirabello an. Bis 2016 war die Anlage in Nutzung der ersten Frauenfußballmannschaft der AC Reggiana Femminile, bis sie im Sassuolo Calcio Femminile aufging.

## Geschichte
Im April 1910 wurde der Standort erstmals als Fußballplatz genutzt. Die erste Tribüne aus Holz wurde 1913 errichtet. Als 1919 die AC Reggiana gegründet wurde; erhielt das Stadion eine weitere Holztribüne, gestufte Stehplätze und eine Mauer um das Stadion. Der Holzrang bekam 1921 ein Dach. Errichtet wurden die Bauten von österreichisch-ungarischen Kriegsgefangenen; da zu dieser Zeit die Sportstätte im Besitz des italienischen Kriegsministeriums war.
In den frühen 1980er Jahren kehrte die AC Reggiana in die Serie B zurück und die Tribünen wurden durch Neubauten ersetzt. Im Jahr 1988 gab es den Bau eines weiteren Ranges. Reggiana stieg 1993 in Serie A auf. Zu Beginn lag das Stadion am Rande der Stadt; doch mit der Zeit wuchs die Stadt und um das Stadion die Wohnhäuser. Es gab keine Möglichkeit der Erweiterung der Anlage und in Hinsicht auf das Alter plante man den Bau eines neuen Stadions. Im Jahr 1995 fand die Einweihung und der Umzug in die neue Heimat der AC Reggiana statt, das Stadio Giglio (heute Mapei Stadium – Città del Tricolore).